# Mikluchomaklaia mystica
Mikluchomaklaia mystica är en insektsart som beskrevs av Andrej Vasiljevitj Gorochov 2003. Mikluchomaklaia mystica ingår i släktet Mikluchomaklaia och familjen syrsor. Inga underarter finns listade i Catalogue of Life.